# Acrotaeniostola
Acrotaeniostola es un género de insecto de la familia Tephritidae del orden Diptera.

## Especies
- Acrotaeniostola apiventris

- Acrotaeniostola dissimilis
- Acrotaeniostola extorris
- Acrotaeniostola fuscinotum
- Acrotaeniostola helvanaca
- Acrotaeniostola helvenaca
- Acrotaeniostola interrupta
- Acrotaeniostola longicauda
- Acrotaeniostola megispilota
- Acrotaeniostola pieli
- Acrotaeniostola quinaria
- Acrotaeniostola spiralis
- Acrotaeniostola yunnana